# Nexon (empresa)
Nexon Co., Ltd. (del coreano: 넥슨) es una compañía de Corea del Sur que desarrolla y distribuye videojuegos en línea. Fundada en Seúl en 1994.
Las oficinas principales de Nexon están localizadas en Tokio, Japón.

## Historia
Nexon Co. Ltd. fue establecida en diciembre de 1994 donde publicó su primer título, Nexus: The Kingdom of the Winds, en 1996. Varias entregas de títulos le siguieron como: Dark Ages: Online Roleplaying, Elemental Saga, QuizQuiz, KartRider, Elancia, and Shattered Galaxy; las cuales son mantenidas por compañías externas a Nexon, Kru Interactive. En 2003, Nexon desarrollo MapleStory en corea, que se convirtió en su título más exitoso. El juego fue distribuido en varios países como: Japón, China, Taiwán, Taailandia, Singapur, América del Norte, Europa, Brasil y Vietnam.
Originalmente fundada en Corea, Nexon Co. Ltd. esta actualmente basada en Japón. Nexon Co. Ltd. tiene 4 corporaciones activas, estas están en: in Corea, Japón, Estados Unidos, y Europa.
Nexon tiene actualmente once subsidarias: Nexon Networks, Nexon Mobile, NeoPle, Nextoric, Nexonova, GameHi, NDoors, CoPersons, Nclipse, ExcGames, and Xeogen.
Nexon entró a la Bolsa de Valores de Tokio el 13 de diciembre de 2011 en una oferta pública inicial, la más grande en Japón en 2011 y la segunda más grande por una compañía tecnológica para el 2011 a nivel mundial.
Las oficinas de Nexon América se ubican en: 222 North Sepulveda Boulevard #300, El Segundo, CA, Estados Unidos.
Nexon, quien era conocida por ser la compañía de videojuegos más grande de Corea del Sur, fue superada por Krafton en julio de 2021.

## Videojuegos
Nexon principalmente ha desarrollado y publicado juegos en línea desde videojuego de disparos en primera persona como Combat Arms hasta MMORPGs como Maplestory. Actualmente ha desarrollado juegos para Teléfonos inteligentes soportados por Facebook, Google Play y App Store.

### PC
| Nombre | Nexon Korea                                                       | Nexon Japan                                                            | Nexon America                                                                   | Nexon Thailand | Nexon Taiwan                                                          | Nexon SEA |
| --- | ----------------------------------------------------------------- | ---------------------------------------------------------------------- | ------------------------------------------------------------------------------- | --- | --------------------------------------------------------------------- | --- |
| ArcheAge 2013 (Corea)                                                                                               | Sí · (canalización con XLGames)                                   | No · (ya atendido por GameOn)                                          | No · (ya atendido por Kakao Games Europe, anteriormente como Gamigo)            | No · (ya atendido por XLGames)                                                                                      | No · (ya atendido por XLGames, anteriormente como Playwith Taiwan)    | No · (ya atendido por XLGames)                                                                                    |
| Asgard 2001 (Corea)                                                                                                 | Sí                                                                | Cerrado                                                                | No                                                                              | No | Cerrado · (previamente atendido por GameCyber)                        | No |
| Closers 2015 (Corea)                                                                                                | Sí · (en cooperación con Bandai Namco)                            | No · (ya atendido por Naddic Japan, anteriormente como HappyTuk Japan) | No · (ya atendido por Naddic Games, anteriormente como En Masse y Bandai Namco) | No · (ya atendido por Naddic Games)                                                                                 | No · (ya atendido por HappyTuk Taiwan)                                | No |
| Counter-Strike Online 2008 (Corea) 2014 (Counter-Strike Nexon: Studio en the West, anteriormente como CSN: Zombies) | Sí                                                                | Cerrado                                                                | Sí · (publicado por Nexon Korea, anteriormente como Nexon Europe)               | sí · (disponible como CSN: Studio, pero no publicado por Nexon Thailand, previamente atendido por PlayFPS Thailand) | No · (ya atendido por Beanfun)                                        | sí · (disponible como CSN: Studio, pero no publicado por Nexon SEA, previamente atendido por IAH Games y Megaxus) |
| Crazy Arcade BnB Conocido en Norteamérica como PopTag 2001 (Corea)                                                  | Sí                                                                | Cerrado                                                                | Cerrado                                                                         | Cerrado · (previamente atendido por Playpark Thailand)                                                              | No · (ya atendido por Beanfun)                                        | No |
| Crazy Racing KartRider 2004 (Corea)                                                                                 | Sí                                                                | Cerrado                                                                | Cerrado                                                                         | Cerrado · (previamente atendido por GoodGames Thailand)                                                             | No · (ya atendido por Beanfun)                                        | No |
| Crazy Shooting Bubble Fighter 2008 (Korea)                                                                          | Sí                                                                | No                                                                     | No                                                                              | No | Cerrado · (previamente atendido por Beanfun)                          | No |
| Cyphers 2011 (Corea)                                                                                                | Sí                                                                | No                                                                     | No                                                                              | No | Cerrado · (previamente atendido por Beanfun)                          | No |
| Dragon Nest 2010 (Corea)                                                                                            | Sí · (transferido a Actoz Soft; ahora canalizando con pupugame)   | No · (ya atendido por Hange Japan)                                     | Cerrado · (transferido a Eyedentity)                                            | Cerrado · (previamente atendido por Playpark Thailand)                                                              | No · (ya atendido por Beanfun, anteriormente como Gameflier.)         | No · (ya atendido por Eyedentity, anteriormente como Cherry Credits)                                              |
| Dungeon Fighter Online Conocido en Asia como Dungeon & Fighter 2005 (Corea)                                         | Sí                                                                | Sí                                                                     | Cerrado · (ahora atendido por Neople)                                           | No | Cerrado · (previamente atendido por Beanfun y Garena Taiwan)          | No |
| Elancia 1999 (Corea)                                                                                                | Sí                                                                | Cerrado                                                                | No                                                                              | No | No                                                                    | No |
| Elsword 2007 (Corea)                                                                                                | Sí                                                                | Sí · (canalización con KOG Games)                                      | No · (ya atendido por KOG Games)                                                | No · (already serviced by Playpark Thailand)                                                                        | No · (ya atendido por Beanfun)                                        | No |
| FIFA Online 4 También disponible en móvil 2018 (Corea)                                                              | Sí · (en cooperación con EA Sports)                               | No                                                                     | No                                                                              | No · (ya atendido por Garena Thailand)                                                                              | No                                                                    | No |
| Final Fantasy 14 2013 (Global)                                                                                      | Sí · (en cooperación con Square Enix; canalización con ActozSoft) | No · (ya atendido por Square Enix)                                     | No · (ya atendido por Square Enix)                                              | No · (ya atendido por Square Enix)                                                                                  | No · (ya atendido por Square Enix)                                    | No · (ya atendido por Square Enix)                                                                                |
| FreeStyle 2 2014 (Corea)                                                                                            | Sí · (canalización con Smilegate)                                 | No                                                                     | No · (ya atendido por JoyCity)                                                  | No | No                                                                    | No |
| KartRider: Drift También disponible en Xbox One y PS4 2020 (Global)                                                 | Beta cerrada                                                      | Beta cerrada                                                           | Beta cerrada                                                                    | Beta cerrada · (publicado por Nexon Korea)                                                                          | Beta cerrada · (publicado por Nexon Korea)                            | Beta cerrada · (publicado por Nexon Korea)                                                                        |
| KurtzPel 2019 (Norteamérica)                                                                                        | Sí                                                                | No                                                                     | No · (ya atendido por KOG Games)                                                | No | No                                                                    | No |
| Legend of Darkness Conocido en Norteamérica como Dark Ages 1999 (Corea)                                             | Sí                                                                | Cerrado                                                                | No · (ya atendido por Kru Interactive)                                          | No | No                                                                    | No |
| Mabinogi 2004 (Korea)                                                                                               | Sí                                                                | Sí                                                                     | Sí                                                                              | No | No · (ya atendido por Beanfun)                                        | No |
| MapleStory 2003 (Corea)                                                                                             | Sí                                                                | Sí                                                                     | Sí                                                                              | Cerrado · (previamente atendido por Playpark Thailand y Nexon Thailand)                                             | No · (ya atendido por Beanfun)                                        | No · (ya atendido por Playpark Singapore)                                                                         |
| MapleStory 2 2015 (Corea)                                                                                           | Sí                                                                | Cerrado                                                                | Cerrado                                                                         | No | No                                                                    | No |
| Moonlight Blade 2015 (China)                                                                                        | Sí                                                                | No                                                                     | No                                                                              | No | Sí                                                                    | No |
| Nexus: The Kingdom of the Winds 1996 (Corea)                                                                        | Sí                                                                | Cerrado                                                                | No · (ya atendido por Kru Interactive)                                          | No | No                                                                    | No |
| Project D 2021 (Corea)                                                                                              | Disponible en 2022                                                | No                                                                     | No                                                                              | No | No                                                                    | No |
| Project HP 2021 (Corea)                                                                                             | Disponible en 2022                                                | No                                                                     | No                                                                              | No | No                                                                    | No |
| Sudden Attack 2004 (Corea)                                                                                          | Sí                                                                | Cerrado                                                                | Cerrado · (previamente atendido por GameHi Global y Nexon America)              | Cerrado · (previamente atendido por PlayFPS Thailand)                                                               | Cerrado · (previamente atendido por Gamon y Beanfun)                  | Cerrado · (previamente atendido por PlayFPS Singapore)                                                            |
| TalesRunner 2005 (Corea)                                                                                            | Sí · (canalización con Smilegate)                                 | Cerrado · (previamente atendido por NEETS y RHAON Japan)               | Cerrado · (previamente atendido por gPotato y OGPlanet)                         | No · (ya atendido por Playpark Tailandia, anteriormente como TOT)                                                   | No · (ya atendido por FunTown)                                        | Cerrado · (atendido anteriormente por Winner Online Singapur)                                                     |
| Talesweaver 2003 (Corea)                                                                                            | Sí                                                                | Sí                                                                     | No                                                                              | No | Cerrado · (previamente atendido por GameCyber)                        | No |
| Tree of Savior 2015 (Corea)                                                                                         | Sí                                                                | Cerrado · (transferido a IMCGames)                                     | No · (ya atendido por IMCGames)                                                 | Cerrado | No · (ya atendido por Macrowell OMG)                                  | No · (ya atendido por IMCGames)                                                                                   |
| Vindictus Conocido en Asia como Mabinogi: Heroes 2010 (Corea)                                                       | Sí                                                                | Cerrado                                                                | Sí · (copublicación con Nexon Korea)                                            | Cerrado · (previamente atendido por Garena Thailand)                                                                | Sí · (transferido de Garena Taiwan, previamente atendido por Beanfun) | No |

### Móvil
| Nombre | Nexon Korea                                      | Nexon Japan                                      | Nexon America                                    | Big Huge Games              | Pixelberry | Nexon Thailand                   | Nexon Taiwan                                     | Nexon SEA                        |
| --- | ------------------------------------------------ | ------------------------------------------------ | ------------------------------------------------ | --------------------------- | ---------- | -------------------------------- | ------------------------------------------------ | -------------------------------- |
| AxE (Alliance x Empire) 2017 (Corea)                                                                       | Sí                                               | No                                               | Sí · (publicado por Nexon Korea)                 | No                          | No         | Sí · (publicado por Nexon Korea) | Sí · (publicado por Nexon Korea)                 | No                               |
| Blue Archive 2021 (Japón)                                                                                  | Sí · (en cooperación con Bandai Namco y Yostar)  | No · (ya atendido por Yostar)                    | Sí · (publicado por Nexon Korea)                 | No                          | No         | Sí · (publicado por Nexon Korea) | Sí · (publicado por Nexon Korea)                 | Sí · (publicado por Nexon Korea) |
| Choices: Stories You Play 2016 (Norteamérica)                                                              | No                                               | No                                               | No                                               | No                          | Sí         | No                               | No                                               | No                               |
| Counter: Side También disponible en PC 2019 (Corea)                                                        | Sí · (en cooperación con Square Enix)            | Sí · (en cooperación con Square Enix)            | No                                               | No                          | No         | No · (ya atendido por ZlonGame)  | No · (ya atendido por Game Beans)                | No · (ya atendido por ZlonGame)  |
| Crazy Arcade BnB M 2018 (Corea)                                                                            | Sí                                               | No                                               | No                                               | No                          | No         | Sí · (publicado por Nexon Korea) | Sí · (publicado por Nexon Korea)                 | No                               |
| Dark Avenger 3 Conocido globalmente como Darkness Rises Conocido en Japón como Dark Avenger X 2018 (Corea) | Sí                                               | Cerrado                                          | Sí · (publicado por Nexon Korea)                 | No                          | No         | Sí · (publicado por Nexon Korea) | Sí · (publicado por Nexon Korea)                 | No                               |
| DomiNations 2015 (Norteamérica)                                                                            | Transferido y ahora publicado por Big Huge Games | Transferido y ahora publicado por Big Huge Games | Transferido y ahora publicado por Big Huge Games | Sí · (transferido de Nexon) | No         | No                               | Transferido y ahora publicado por Big Huge Games | No                               |
| Dungeon & Fighter Mobile 2021 (Corea)                                                                      | Disponible en 2022                               | No                                               | No                                               | No                          | No         | No                               | No                                               | No                               |
| Dynasty Warriors: Unleashed 2017 (Global)                                                                  | Cerrado                                          | Sí · (en cooperación con Koei Tecmo)             | Cerrado                                          | No                          | No         | Cerrado                          | Cerrado                                          | No                               |
| FIFA Mobile 2016 (Global) 2020 (Corea)                                                                     | Sí                                               | Sí                                               | No · (ya atendido por EA)                        | No                          | No         | No                               | No                                               | No                               |
| Godzilla Defense Force 2019 (Global)                                                                       | Sí                                               | Sí · (publicado por Nexon Korea)                 | Sí · (publicado por Nexon Korea)                 | No                          | No         | Sí · (publicado por Nexon Korea) | Sí · (publicado por Nexon Korea)                 | No                               |
| High School Story 2013 (Norteamérica)                                                                      | No                                               | No                                               | No                                               | No                          | Sí         | No                               | No                                               | No                               |
| Hollywood U: Rising Stars 2014 (North America)                                                             | No                                               | No                                               | No                                               | No                          | Sí         | No                               | No                                               | No                               |
| KartRider Rush+ 2020 (Global)                                                                              | Sí                                               | No                                               | Sí · (publicado por Nexon Korea)                 | No                          | No         | Sí · (publicado por Nexon Korea) | Sí · (publicado por Nexon Korea)                 | Sí · (publicado por Nexon Korea) |
| The Kingdom of the Winds: Yeon Also available on PC 2019 (Corea)                                           | Sí                                               | No                                               | No                                               | No                          | No         | No                               | No                                               | No                               |
| KonoSuba: Fantastic Days 2020 (Japón)                                                                      | Sí                                               | No · (already serviced by Sumzap)                | Sí · (publicado por Nexon Korea)                 | No                          | No         | Sí · (publicado por Nexon Korea) | No · (ya atendido por WonderPlanet)              | Sí · (publicado por Nexon Korea) |
| MapleStory M 2017 (Korea)                                                                                  | Sí                                               | Sí · (publicado por Nexon Korea)                 | Sí · (publicado por Nexon Korea)                 | No                          | No         | Sí · (publicado por Nexon Korea) | Sí · (publicado por Nexon Korea)                 | No                               |
| Runway Story 2019 (Korea)                                                                                  | Sí                                               | No                                               | Sí · (publicado por Nexon Korea)                 | No                          | No         | Sí · (publicado por Nexon Korea) | Sí · (publicado por Nexon Korea)                 | No                               |
| Traha 2019 (Korea)                                                                                         | Sí                                               | Sí · (publicado por Nexon Korea)                 | No                                               | No                          | No         | No                               | No                                               | No                               |
| V4 También disponible en PC 2019 (Corea)                                                                   | Sí                                               | Sí · (publicado por Nexon Korea)                 | Sí · (publicado por Nexon Korea)                 | No                          | No         | Sí · (publicado por Nexon Korea) | Sí · (publicado por Nexon Korea)                 | Sí · (publicado por Nexon Korea) |

## Free to Play (FtP)
Nexon maneja una filosofía Free to Play donde todos sus juegos son descargables gratuitamente al crear una cuenta de usuario y no requiere de ningún tipo de inscripción a un servicio o pago mensual.

## Nx Cash
Es una moneda virtual opcional que es obtenida con dinero real, que es utilizado para comprar objetos, servicios y características especiales en sus videojuegos. Nx Cash es transferible entre los diversos juegos de la compañía solo en la cuenta en la que fue obtenido y no es transferible entre usuarios. A su vez existen 2 tipos de Nx cash Prepago y Crédito. los cuales no pueden ser mezclados ni en la misma cuenta de usuario por ejemplo: un artículo con valor de 5000 Nx Cash no puede ser comprado con 2000 de prepago y 3000 de Crédito.

## Tipos
Nx cash de Prepago es obtenido al comprar tarjetas con un código de carga en establecimientos autorizados en Estados Unidos y Canadá.
Nx cash de Crédito puede ser comprado en línea en el sitio web oficial con tarjetas Visa y Mastercard entre otras.

## Área de servicio
La mayoría de los juegos que ofrece Nexon están disponibles en Estados Unidos y Canadá pero solo algunos cuentan con restricciones de área de servicio para México y el resto de América Latina. Algunos que no están limitados son Mabinogi, Maplestory, Combat Arms y sus diferentes aplicaciones de Facebook.

### Lista de juegos
| Nombre del Juego                                         | Nexon Corea  | Nexon Japón              | Nexon America      | Nexon Europa |
| -------------------------------------------------------- | ------------ | ------------------------ | ------------------ | ------------ |
| MapleStory 2003 (Korea)                                  | Sí           | Sí                       | Sí                 | Sí           |
| MapleStory Adventures 2011 (America)                     | Sí           | Sí                       | Sí                 | Sí           |
| MapleStory iTCG Online 2009 (America)                    | No           | No                       | Cerrado            | No           |
| Shadow Company                                           | No           | Próximamente             | Próximamente       | Próximamente |
| Navyfield 2                                              | No           | Sí                       | No                 | Próximamente |
| Sudden Attack 2004 (Korea)                               | Sí           | Sí                       | Cerrado            | Cerrado      |
| Mabinogi 2004 (Korea)                                    | Sí           | Sí                       | Sí                 | Cerrado      |
| Wonder Cruise 2011 (America)                             | No           | No                       | Sí                 | No           |
| Zombie Misfits 2011 (America)                            | No           | No                       | Sí                 | No           |
| KartRider Dash 2012 (America)                            | No           | No                       |                    | No           |
| Nexus: The Kingdom of the Winds 1996 (Korea)             | Sí           | No                       | No                 | No           |
| Talesweaver 2003 (Korea)                                 | Sí           | Sí                       | No                 | No           |
| Everplanet 2009 (Korea)                                  | Sí           | Sí                       | No                 | No           |
| Shaiya Online                                            | Próximamente | No                       | No                 | No           |
| Legend of Darkness 1999 (Korea)                          | Sí           | No                       | No                 | No           |
| Asgard                                                   | Sí           | Sí                       | No                 | No           |
| Elancia                                                  | Sí           | No                       | No                 | No           |
| Elsword 2007 (Korea)                                     | Sí           | Sí                       | No                 | No           |
| Dungeon Fighter Online 2005 (Korea)                      | Sí           | Sí                       | Sí                 | No           |
| Vindictus Known in Asia as Mabinogi: Heroes 2010 (Korea) | Sí           | Sí                       | Sí                 | Sí           |
| Dragon Nest 2010 (Korea)                                 | Sí           | No                       | Sí                 | No           |
| Lunia 2005 (Korea)                                       | Sí           | No                       | No                 | Próximamente |
| Eve Online 2003 (America)                                | No           | Sí                       | No                 | No           |
| Warface                                                  | Próximamente | No                       | No                 | No           |
| Crazy Shooting Bubble Fighter 2008 (Korea)               | Sí           | No                       | No                 | No           |
| Crazy Arcade BnB 2001 (Korea)                            | Sí           | Closed                   | Cerrado            | No           |
| Nanaimo                                                  | Sí           | No                       | No                 | No           |
| Zone 4 2010 (Korea)                                      | Sí           | No                       | No                 | No           |
| Crazyracing Kartrider 2004 (Korea)                       | Sí           | No                       | Cerrado            | No           |
| Crazyracing Air Rider                                    | Cerrado      | No                       | No                 | No           |
| Sugar Rush (video game)                                  | No           | No                       | Cerrado            | No           |
| QPlay                                                    | Sí           | No                       | No                 | No           |
| Desktop Heroes                                           | Cerrado      | No                       | No                 | No           |
| Counter-Strike Online                                    | Sí           | Sí                       | No                 | No           |
| War Rock                                                 | Sí           | No                       | No                 | Sí           |
| Combat Arms                                              | Sí           | No                       | Sí                 | Sí           |
| Freestyle Football                                       | Sí           | No                       | No                 | No           |
| Audition Online                                          | No           | Cambiado a HanbitStation | Cambiado a Redbana | No           |
| 103                                                      | Sí           | No                       | No                 | No           |
| QuizQuiz R                                               | Sí           | No                       | No                 | No           |
| 2012: Seoul                                              | Cerrado      | No                       | No                 | No           |
| Grand Line                                               | No           | No                       | No                 | No           |
| Atlantica Online                                         | Sí           | Sí                       | Sí                 | Sí           |
| Legend of Edda                                           | No           | Sí                       | No                 | No           |
| 7 Souls                                                  | No           | Sí                       | No                 | No           |
| Dragonica                                                | No           | Sí                       | No                 | No           |
| Dekaron                                                  | Sí           | Sí                       | No                 | Sí           |
| Corum Online                                             | No           | Sí                       | No                 | No           |
| Kunshu Online                                            | No           | Sí                       | No                 | No           |
| Quake Wars Online                                        | No           | Sí                       | No                 | No           |
| Chaos Online                                             | Sí           | No                       | No                 | No           |

### Juegos en Nexon America
| Juego                               | Fecha de lanzamiento                                  | Estado                                                | Sitio Oficial                                                            |
| ----------------------------------- | ----------------------------------------------------- | ----------------------------------------------------- | ------------------------------------------------------------------------ |
| MapleStory                          | 11 de mayo de 2005                                    | En línea                                              | maplestory.nexon.net                                                     |
| Audition Online                     | 2 de abril de 2007                                    | Nuevo Publisher (Redbana)                             | audition.redbana.com (Redbana)                                           |
| Kart Rider                          | -                                                     | Descontinuado después de Open Beta (marzo de 2008)    | Website Closed                                                           |
| Mabinogi                            | 27 de marzo de 2008                                   | En línea                                              | mabinogi.nexon.net                                                       |
| Combat Arms                         | 11 de julio de 2008                                   | En línea                                              | combatarms.nexon.net                                                     |
| Sugar Rush                          | -                                                     | Descontinuado después de Closed Beta in December 2008 | Website Closed                                                           |
| iTCG Online                         | 20 de enero de 2010                                   | Descontinuado después del 10 de junio de 2010         | Website Closed                                                           |
| PopTag!                             | 26 de enero de 2010                                   | Descontinuado después del 14 de julio de 2011         | Website Closed                                                           |
| Dungeon Fighter Online              | 9 de junio de 2010                                    | En línea                                              | dungeonfighter.nexon.net                                                 |
| Vindictus                           | 27 de octubre de 2010                                 | En línea                                              | vindictus.com                                                            |
| Atlantica Online                    | 29 de marzo de 2011 (Servicio obtenido de Ndoors)     | En línea                                              | atlantica.nexon.net/ Archivado el 2 de abril de 2011 en Wayback Machine. |
| MapleStory Adventures Facebook game | 27 de julio de 2011                                   | En línea                                              | maplestoryadventures.nexon.net                                           |
| Dragon Nest                         | 27 de septiembre de 2011                              | En línea                                              | dragonnest.com Archivado el 28 de junio de 2015 en Wayback Machine.      |
| Sudden Attack                       | 16 de noviembre de 2011 (Servicio obtenido de Gamehi) | En línea                                              | suddenattack.nexon.net                                                   |
| Zombie Misfits Facebook game        | 25 de octubre de 2011                                 | En línea                                              | nexon.net/games/#/zm                                                     |
| Wonder Cruise Facebook game         | 11 de noviembre de 2011                               | En línea                                              | nexon.net/games/#/wc                                                     |
| Cloudstone Facebook game            | 15 de marzo de 2012                                   | En línea                                              | http://www.facebook.com/pages/Cloudstone/309529695765728                 |
| Zoo Invasion Facebook game          | 15 de marzo de 2012                                   | En línea                                              | http://www.facebook.com/zooinvasion                                      |
| KartRider Dash Facebook game        | 13 de mayo de 2012                                    | Open Beta                                             | http://www.facebook.com/kartriderdash                                    |
| Shadow Company                      | 2012                                                  | Upcoming                                              |                                                                          |